# Emil Fuchs
Emil Fuchs fue un escultor, grabador de medallas y pintor estadounidense, nacido el año 1866 en Viena (Imperio austriaco) y fallecido el 1929 en Nueva York (Estados Unidos).

## Datos biográficos

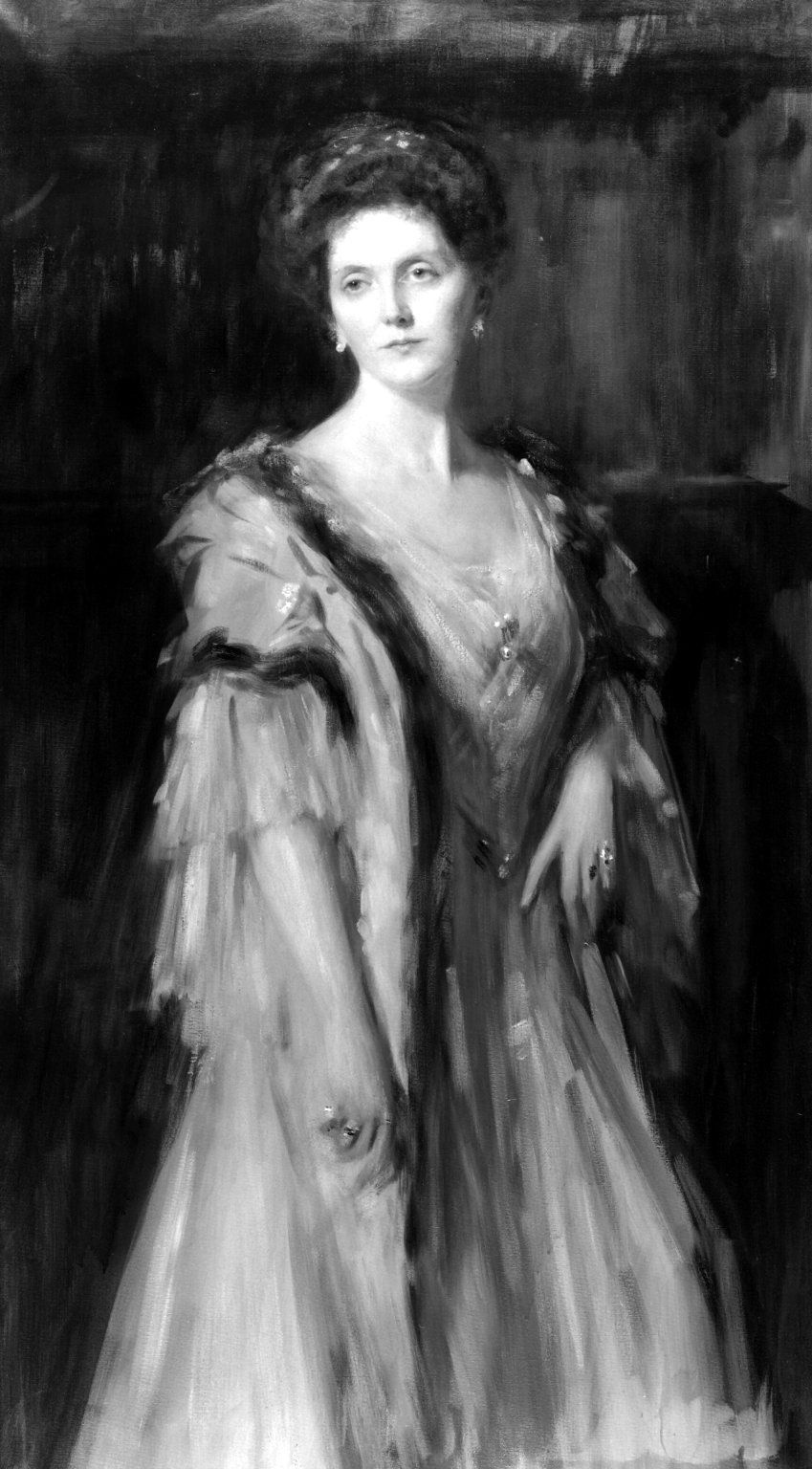
Retrato de Emily Post (hacia 1906). Conservado en el Museo Brooklyn.

Emil Fuchs nació en Viena, en Austria, el 9 de agosto de 1866. Estudió arte en la Academia de Viena y posteriormente en la Academia de Berlín.
Obtuvo el Prix de Rome en 1891 y vivió en Roma, de 1891 a 1897, antes de emigrar a Londres, donde expuso en la Royal Academy en 1898. 
Las obras de Fuchs como grabador de medallas y escultor fueron bien acogidas y sus obras estuvieron muy de moda, siendo adquiridas también por la Familia Real Británica. Recibió numerosos encargos de clientes aristócratas, entre ellos la reina Victoria y el rey Eduardo VII. Creó las medallas que retratan a la princesa Alejandra, nuera de Victoria. Grabó una medalla de la coronación de Eduardo en 1902 (anverso -reverso), marido de Alejandra e hijo de Victoria. A ésta le pinto en su lecho de muerte (ver imagen) (lienzo fechado el 24 de enero de 1901, dos días después del fallecimiento de la reina) y concibió sellos y piezas de moneda con la efigie del príncipe.
Fuchs produjo numerosos bustos y estatuas. Fue principalmente medallista y escultor hasta 1898, cuando comenzó a estudiar intensamente pintura. Aprendió rápidamente con la ayuda de su amigo John Singer Sargent y se convirtió en un solicitado retratista. Durante el curso de la Primera Guerra Mundial, Fuchs emigró a Nueva York y obtuvo la nacionalidad estadounidense en 1924. Esculpió en friso (ver imagen) sobre la fachada del Hotel Waldorf Astoria de Manhattan. Continuó trabajando y residiendo en Nueva York hasta su muerte por suicidio, el 13 de enero de 1929, mientras era atendido por un cáncer.
Escribió un libro titulado "With Pencil, Brush and Chisel" (Putnam NY 1925).

## Galería de imágenes

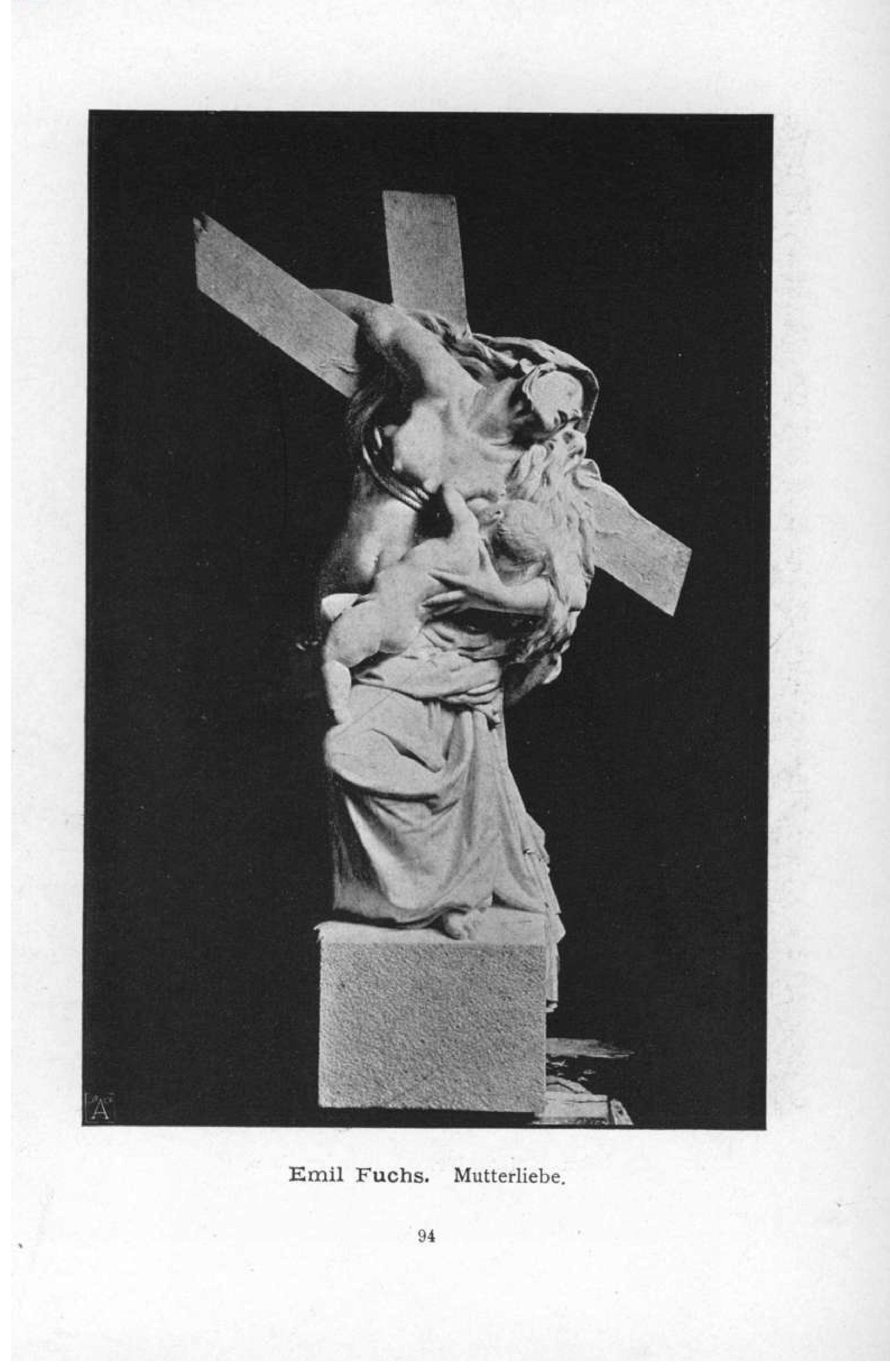
Mutterliebe (1896).
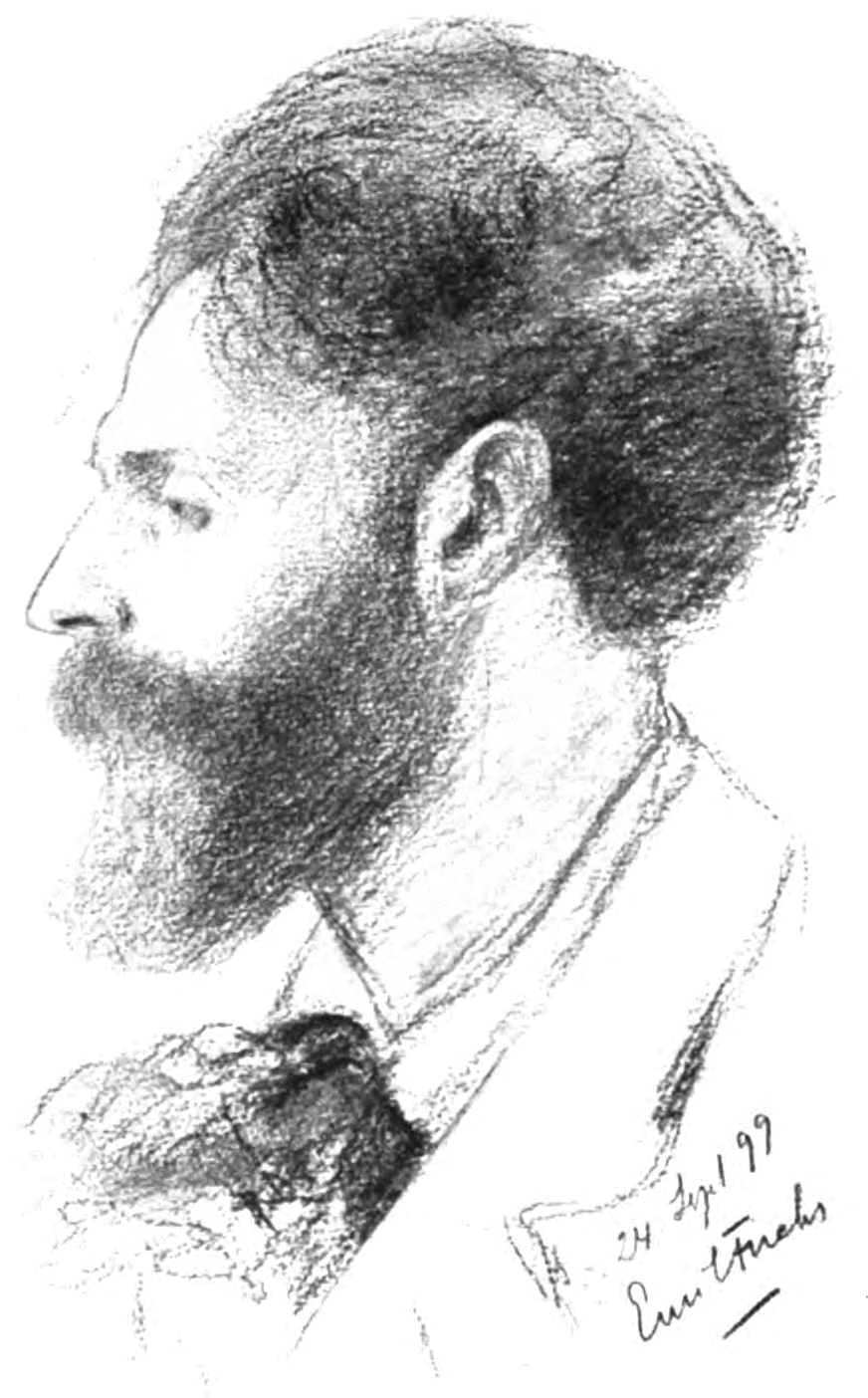
Retrato del escultor polaco Alfred Nossig (1899).
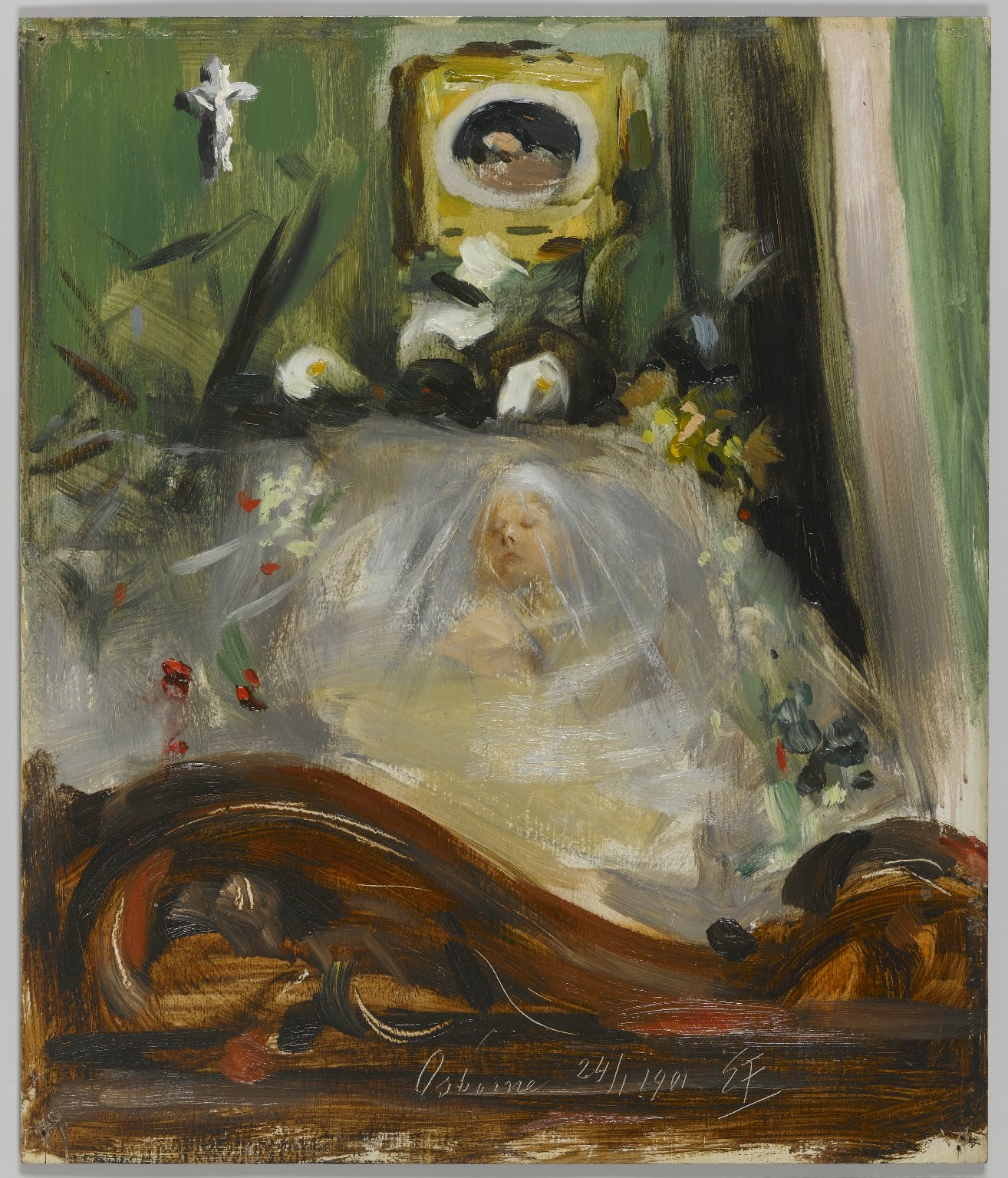
La reina Victoria del Reino Unido en su lecho de muerte. (1901) Conservado en el Museo Brooklyn.
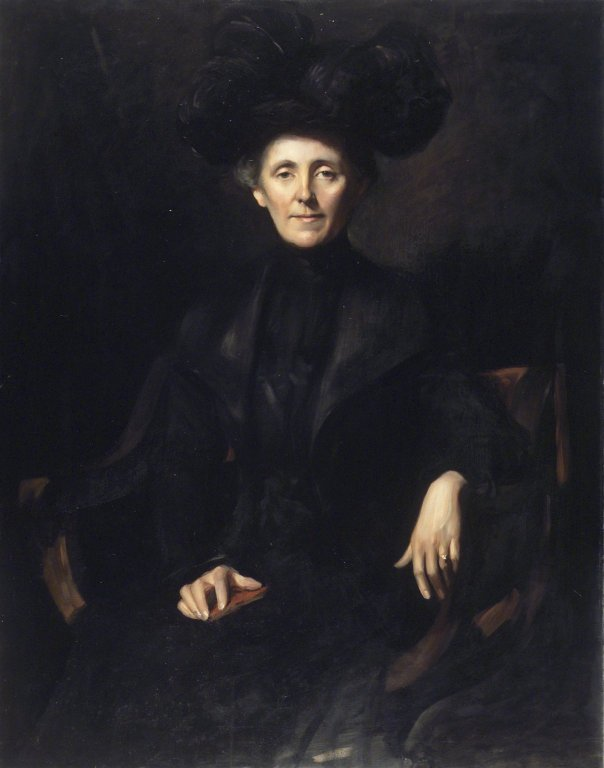
Lady in Black (Mujer de negro) Conservado en el Museo Brooklyn.
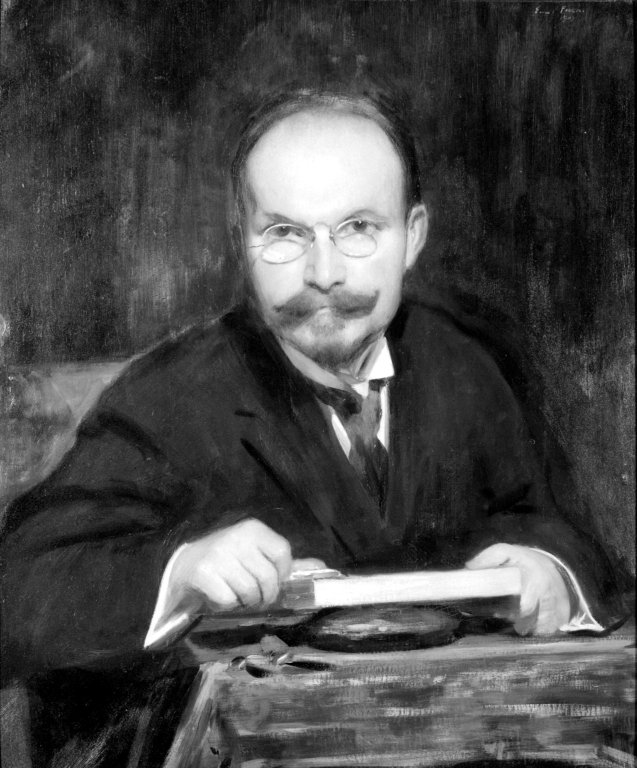
Retrato de Henry Wolf Conservado en el Museo Brooklyn.
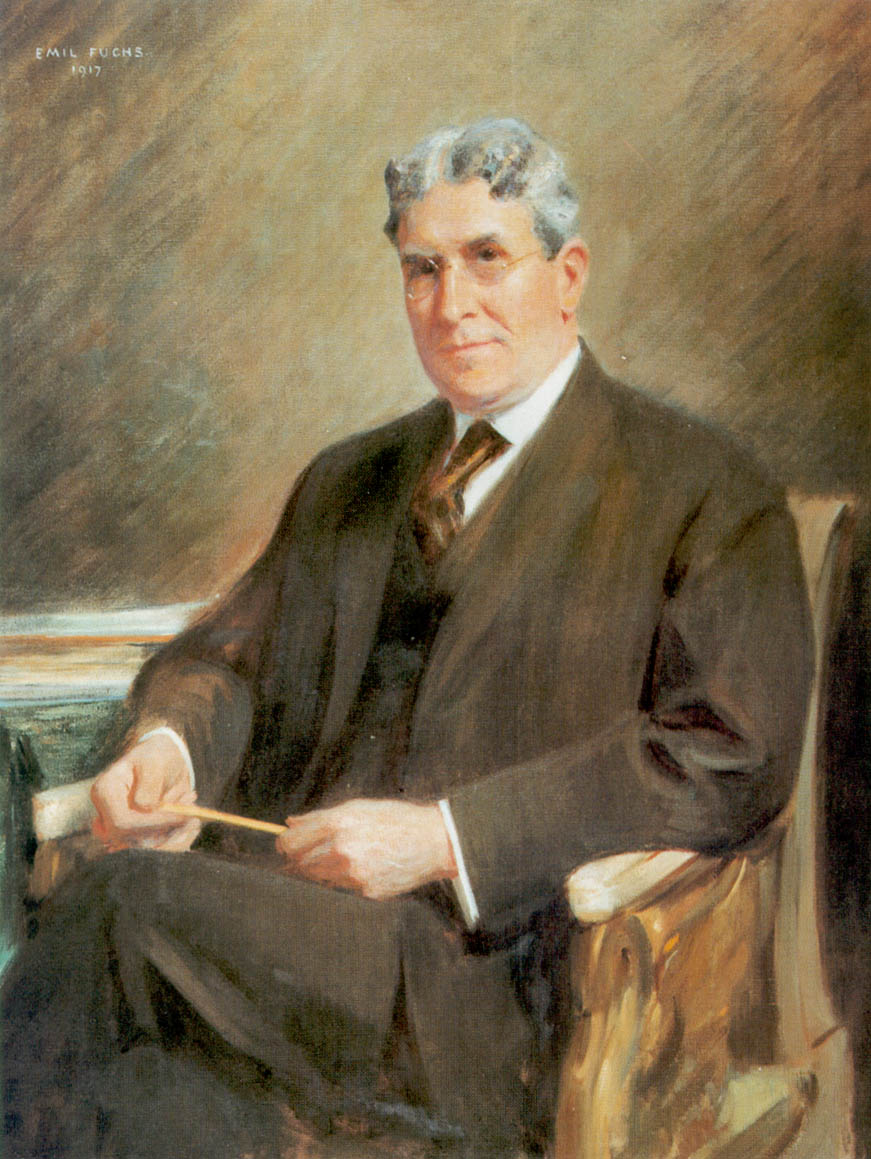
Retrato de Lindley Miller Garrison (en) , 46º secretario de Guerra de EEUU. (1917)